# Solfjäder

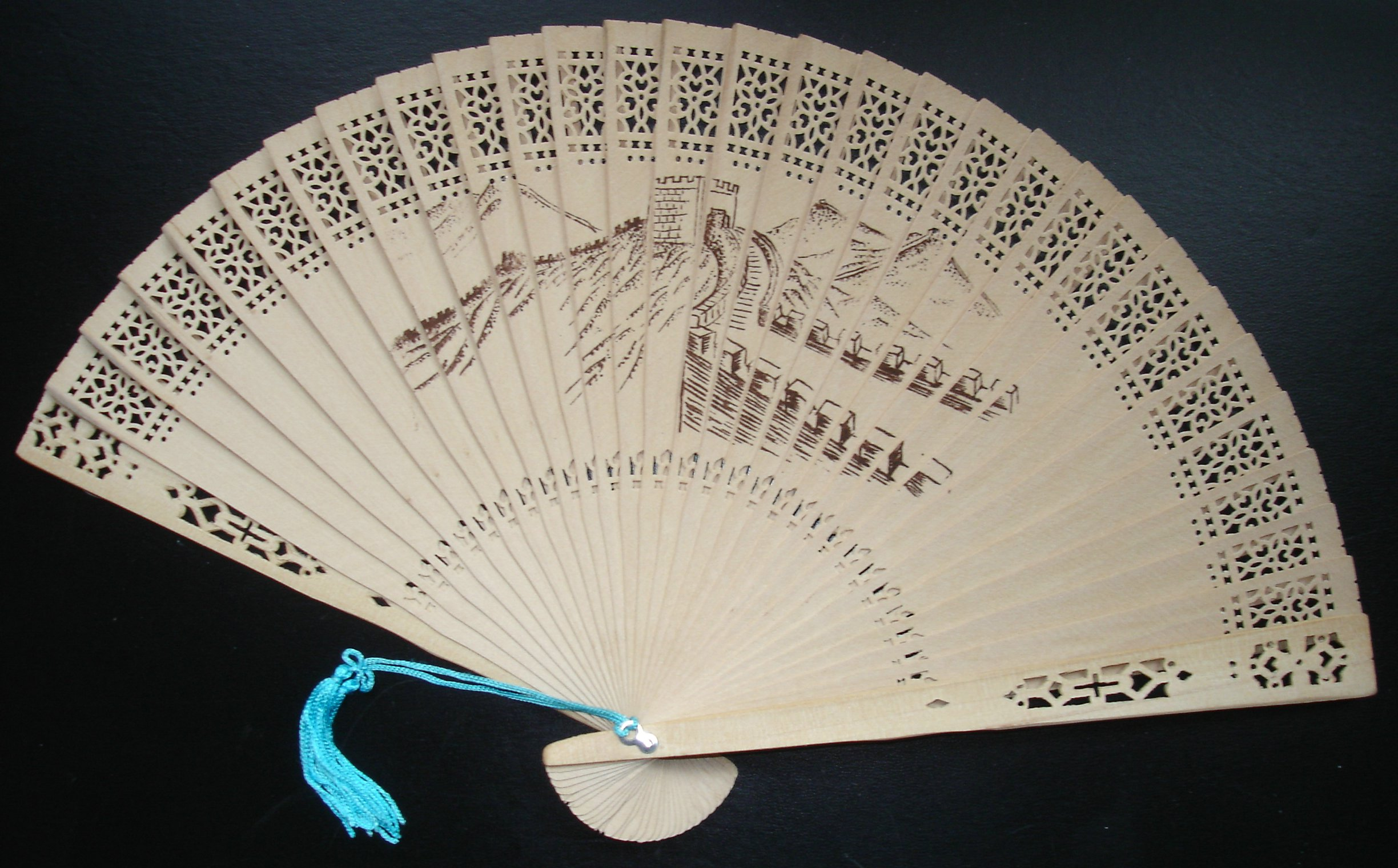
Solfjäder i trä med motiv ifrån Kinesiska muren

En solfjäder är en handfläkt tillverkad av växtblad, fjädrar, papper, lätt tyg, elfenben eller liknande. Syftet med solfjädern är att vifta på den för att sätta luften i rörelse och därmed svalka sig, men även till att fläkta bort besvärande insekter. Den har även använts som en viktig accessoar för klädsel och kroppsspråk.

## Historia

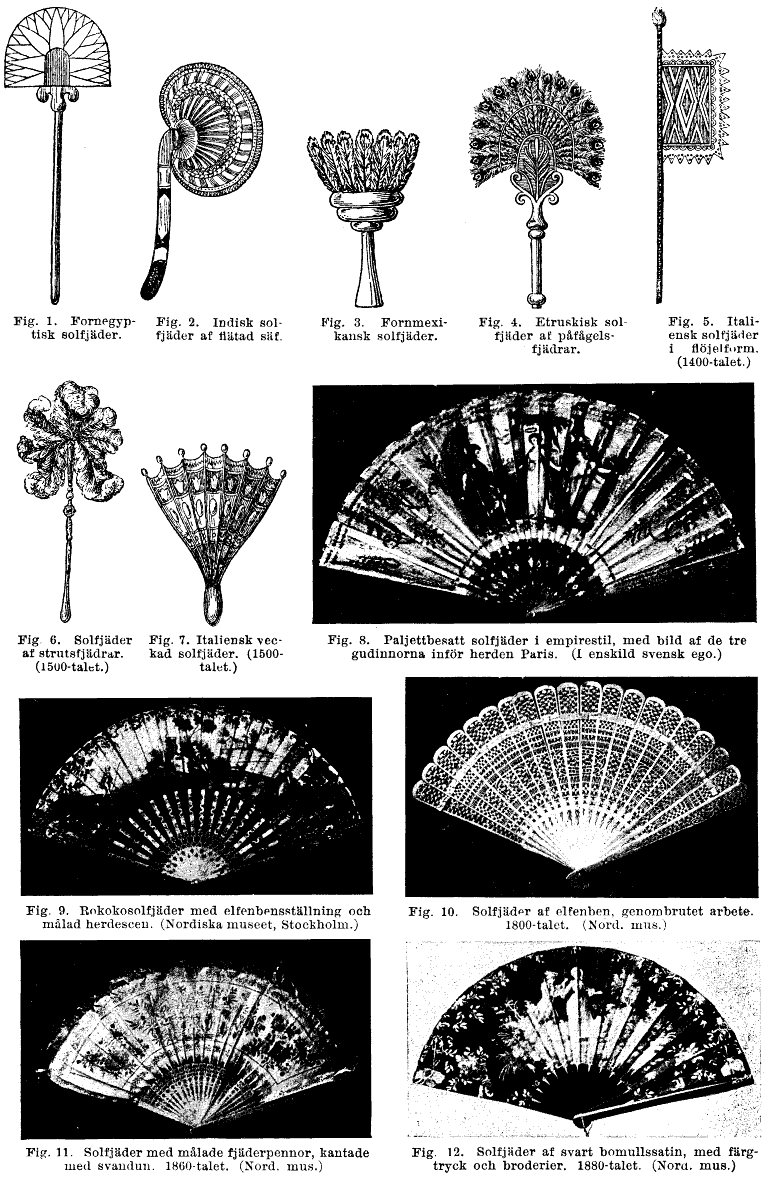
Solfjädrar av olika slag

Solfjäderns exakta ursprung är väldigt svårt att peka ut. Solfjädern har förmodligen funnits lika länge som det varma vädret och människan eftersom människan alltid behövt svalka sig i varmt klimat. Den första människan man känner till kommer från närheten av ekvatorn. Där är temperaturen och fuktigheten hög och hon har säkert fläktat sig på något vis.
Solfjädern används dels till att ge en svalkande fläkt men likväl för att vifta bort flugor och andra obehagligheter. På senare tid kom solfjädern att användas i religiösa och kungliga ceremonier och efter ytterligare några år kom den att utvecklas till den dekorativa accessoar som den används till idag.
Den första solfjädern var en skärm, troligtvis inte större än en handflata men ändå mer effektiv än att vifta med ett blad eller med handen. Efter hand sattes handtag dit och skärmarna anpassades och dekorerades på många olika sätt. Mycket av solfjäderns framgång berodde på modet och efterfrågan. De första solfjädrarna avbildar samtidens bas-tro, skulpturer och målningar.
I det forntida Egypten var solfjädern en sinnebild av ro och upphöjdhet och var där ett kungaemblem. I femte århundradet före Kristus förekom solfjädrar i Grekland, ofta tillverkade av påfågelsfjädrar. Även etruskerna och antikens romare gjorde solfjädrar av påfågelsfjädrar. I den äldre kristna kyrkan använde diakoner solfjädrar för att vifta bort flugor från vinet och hostian vid nattvarden.
Vid slutet av medeltiden förekom solfjädern i Italien och Spanien i form av en liten fana (till exempel vävd av silke och guld samt spetskantad), som var rörligt fäst vid en stav, så att den kunde svänga runt. På 1500-talet kom solfjädern till Frankrike och vidare till flera länder, gärna i form av en vippa strutsfjädrar. Mot slutet av samma århundrade infördes den veckade solfjädern, som lär ha kommit till Kina från Japan och kopierades i Europa. Under 1600-talet blev den allt vanligare och under 1700-talet dominerar den helt. Ett antal kilformigt skurna spröt av ben eller trä, till större delen överdragna med papper, fint pergament, siden med mera och vid smaländarna löst nitade vid en axel, så att man efter behag kan veckla ut och fälla ihop solfjädern, som utslagen bildar ett cirkelsegment.
Solfjäderns storhetstid var under 1700-talet då den var en viktig accessoar i en trång och kvalmig balsal. Det fanns solfjädrar för alla personer, klasser, kläder och tillställningar och var en perfekt gåva att ge bort. Även en kung som Ludvig XVI av Frankrike köpte en diamantklädd solfjäder som bröllopsgåva till sin fru Marie-Antoinette.

### Barock
Hittills har tre sorter uppstått.
Den första solfjädern var väldigt stor, nästan 30,5 centimeter bred med en spännvidd på 180 grader. Över hela solfjädern var välbalanserade sammansättningar av feta putti målade i ljusa färger, som oftast förbättrades med guld. Stommen på dessa solfjädrar var av lätt dekorerade pinnar av sköldpaddsskal, men elfenbenstommen hade en nästan identisk form vilket tyder på att de kan ha samma ursprung. Det finns solfjädrar av den här sorten i Schreibers kollektion vilka liksom i Frankrike hade motiv föreställande Ludvig XIV med gemål. Scenen är målad som om den från början var planerad att vara rektangulär men blivit tillskuren till en solfjäders klassiska form som ibland innebär att valbågarna blivit beskurna vilket bidrar till en teatralisk känsla. Ett exempel i Scheibers kollektion är The Lovers' Agency; scenen utspelar sig i en klassisk byggnad på en ö där älskande par närmar sig bord täckta av ett grönt tyg får kort med inskriptionen ”Congé pour un Amant Constant” etcetera. Ett annat exempel är The toilet. Detta är en scen av en kvinna vid sitt toalettbord i ett rum som är fullt av blommor utspridda då hennes älskare kommer in. I Walkers kollektion fanns två mer avlägsna solfjädrar av denna typ men med klassiska scener av Diana och Endymion och Phoebus galavagn och längs den nedersta kanten är blommor målade. I den här gruppen av solfjädrar finns det även ett antal enklare varianter med scener av apelsinträd i krukor täckta av putti och draperier.
Den andra sorten av barockens solfjädrar har mycket bättre kvalité. Den är troligtvis fransk och föreställer väl genomtänkta och målade scener. Scenerna är oftast målade på en mörk grund men man använde sig oftast av tunn kycklinghud till själva skärmen.
Den tredje sorten är gjord av glimmerplattor och mycket mindre än de två andra kategorierna. Det finns flera kända typer av den här sorten. I Brompas kollektion finns en typ där påfåglar, byster och blommor målades på skärmen och solfjäderns stomme är gjord av sköldpaddsskal. I Messels kollektion finns ytterligare en typ. Varje glimmerplatta är målad med en färgglad juvelliknande miniatyr av en figur, en byst med en genomtänkt frisyr, ett djur eller blommor. Dessa plattor hålls ihop av pappersramar. Både Brompas och Messels typer var troligen franska.
Det bästa sättet för att datera solfjädrarna brukar vara att granska klädmodet och hårfrisyrerna i målningarna. Från 1700-talets början finns det fler solfjädrar bevarade och av den orsaken finns det större jämförelsematerial från den tiden. Det går att dela in solfjädrarna i grupper, men oftast kan ursprungslandet inte riktigt fastställas. Det finns många omständigheter saker som försvårar datering och identifiering av ursprungsland, bland annat den omfattande importen och exporten, både av hela solfjädrar och delar.

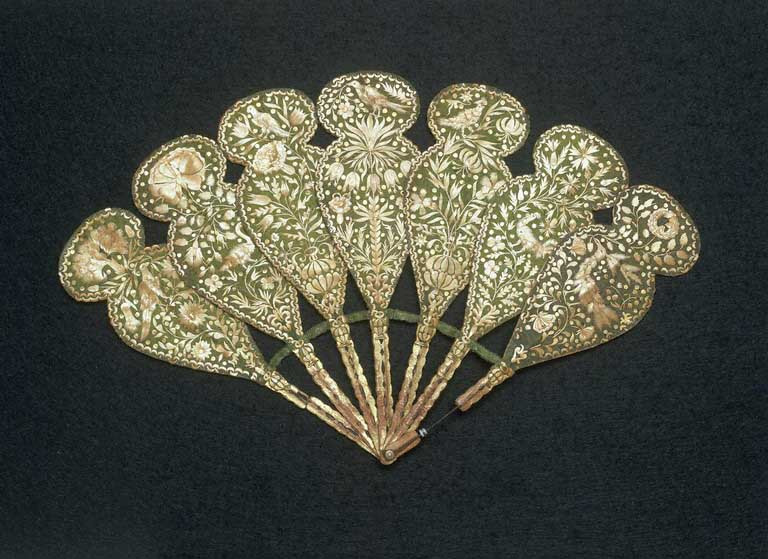
brisé-solfjäder

På ena sidan om kanalen fanns fransmän som skyddade sin verksamhet med Association des Eventaillistes och på andra sidan the Company of Fanmakers.
England och Frankrike exporterade och importerade en hel del i början av sekelskiftet kring år 1700, huvudsakligen från öst. Modet var den kinesiska stilen och de europeiska solfjädrarna var ofta influerade av den, speciellt brisésolfjädrarna som uppstod under samma period i Europa.
Frankrike fortsatte att producera storslagna målade solfjädrar på papper och på kycklinghud på mörk grund med mytologiska eller teatraliska objekt och vackra blommor på baksidan. Där dominerade barockstilen till omkring 1735.
I Italien var huvudmotivet klassiskt och oftast tagen från kända romerska målningar som Guido Renis Aurora, som var en mycket lämplig present från en Grand Tour och i början av 1700-talet var de även bibliska. De Italienska solfjädrarna är ofta gjorda av väldigt tunn kycklinghud. Många är numrerade och signerade vilket är till stor hjälp för identifieringen.

### Rokokon
Från år 1735 föredrog man ljusare, mer rokokoartade och målade eller tryckta solfjädrar framför brisén. I Frankrike var motiven ofta pastorala och romantiska. Under den här perioden var solfjäderns spännvidd nästan en halvcirkel; i början av århundradet var spännvidden 120 grader. De målades alltid på ljusa grunder och pinnarna (stommen) blev en viktigare del. De var till största delen tillverkade av omsorgsfullt snidad elfenben eller pärlemor. Fastän mönstret på skärmen täckte hela grunden började mönstret delas upp i vinjetter. Det finns flera solfjädrar, troligtvis flamländska, där skärmen är osymmetriskt delad, oftast av en glittersmyckad gräns, i två delar med stor storleksskillnad.
Runt år 1740 uppstod den topografiska solfjädern i England av Thomas Robins. Den här typen av solfjädrar var alla dekorerade med ett geometriskt mönster. Ett annat exempel av en topografisk solfjäder, som kom litet senare, är den ljusa och färgglada utsikten av Covent Garden Market från Baldwins samling. Den är enkelt målad vilket är typiskt engelsk design av solfjädrar.
Under Ludvig XIV och än mera under rokokotiden var solfjädern ett verkligt lyxföremål. Spröten och ytterskivorna gjordes av elfenben, pärlemor, sköldpaddsskal, guld och liknande. Överdraget smyckades med handmålade blommor, landskap, kineser, amoriner, nymfer, najader, herdar och herdinnor. Konstslöjdidkare och ofta även berömda målare nedlade mycken möda på solfjädern.
Ibland tillverkades solfjädern då liksom senare enbart av genombrutet elfenben i sirliga mönster efter kinesiska förebilder, eller garnerades med svandun eller de finaste spetsar. Damerna bar den gärna fäst vid skärpet med en kedja eller ett snöre. Frankrike var tongivande inom tillverkningen; därnäst utmärkte sig Spanien och Italien. Bruket var i allmänhet inskränkt till de högre klasserna, utom i Spanien där också enklare kvinnor bar på solfjädrar.
I Sverige fick handelsfirman Dubois & Lindman från 1742 monopol och privilegium att tillverka solfjädrar, något som då var nytt i Sverige: före detta år sägs Christina Biörk ha varit den enda i Sverige som tillverkade solfjädrar.

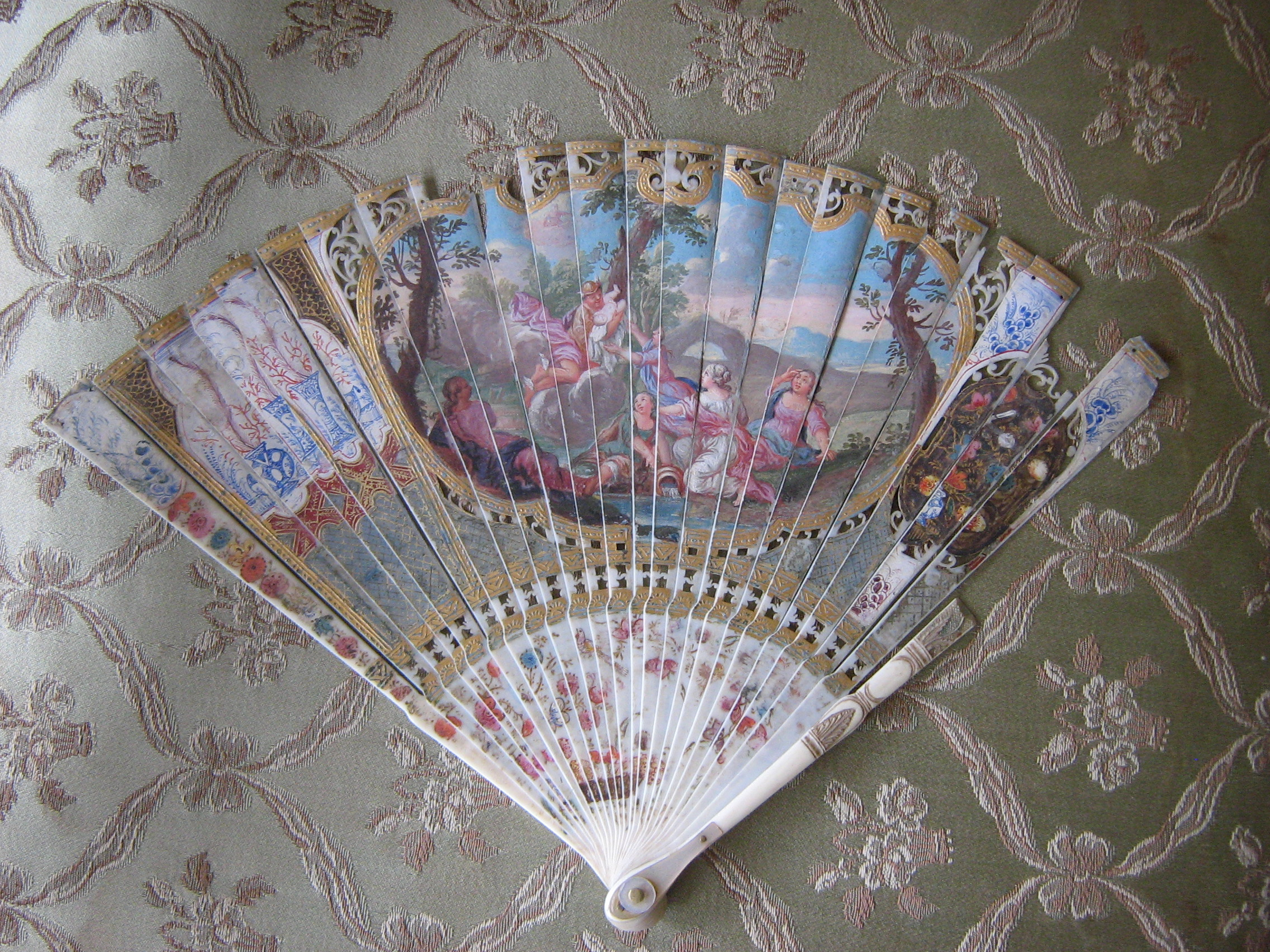
Brisésolfjäder, oljemålning på elfenben, med inramade sidoscener på det sätt som blev modernt efter 1750.

### Nyklassicism
Under nyklassicismen mot slutet av 1700-talet blev figurutsmyckningen mera heroisk i stilen. Från franska revolutionen kom solfjädern nästan ur bruk för några årtionden framåt. Den fick en renässans mellan 1830- och 1850-talen, men dess verkliga pånyttfödelse vidtog först i slutet av 1850-talet.

## Solfjäderns språk
Det var mycket viktigt att man förde solfjädern på rätt sätt. En kvinna som hanterade solfjädern fel kunde bli utskrattad trots att hon hade elegans i allt annat hon gjorde. Det förekom kurser där kvinnor lärde sig att hantera solfjädern. Solfjädern var inte vilken accessoar som helst – de användes för att uttrycka sig, vilket gjorde att solfjädern ”blev en del av kvinnans kroppsspråk”. Troligen fanns ett solfjäderns språk, som var ett sätt för unga kvinnor och män att kommunicera med varandra.

### Solfjäderns språk under 1700-talet
- Att gäspa bakom solfjädern: Gå iväg, du tråkar ut mig.
- Att lyfta solfjädern mot höger axel: Jag hatar dig.
- Att sänka en stängd solfjäder mot golvet: Jag hånar dig, jag föraktar dig.
- Att lätt röra vid höger öga med stängd solfjäder: När kan vi träffas?
- Att peka med stängd solfjäder mot sig själv: Jag vill alltid vara med dig.
- Att hytta med en stängd solfjäder: Var inte för oförskämd och fräck.
- Att höja solfjädern med höger hand: Är du mig trogen?
- Att gömma ögonen bakom sin solfjäder: Jag älskar dig.
- Att erbjuda sin solfjäder: Jag trivs i ditt sällskap.
- Att dölja vänster öra med solfjädern: Avslöja inte vår hemlighet.
- Att hålla solfjädern över sitt hjärta: Jag är din för evigt.
- Att sakta stänga sin solfjäder: Jag håller med dig till fullo.[8]

### Solfjäderns språk under 1800-talet
- Att helt öppna solfjädern: Jag överväger det.
- Att placera sin hand över hjärtat, och hålla solfjädern öppen framför ögonen: Jag älskar dig.
- Att erbjuda golvet intill sig med solfjädern: Kom närmre mig.
- Att pressa en öppen solfjäder med båda sina händer emot sitt bröst och långsamt lyfta blicken: Jag ber ödmjukt om förlåtelse.
- Att lätt beröra munnen flera gånger med en stängd solfjäder: Kan jag prata med dig i enrum?
- Att helt öppna solfjädern och vifta med den i riktning mot samtalspartnern: Jag hoppas på att alltid få vara med dig.
- Att titta på en stängd solfjäder: Jag tänker på dig hela tiden.
- Att lätt hålla en stängd solfjäder med vänster hand över hjärtat: Är du mig trogen?
- Ett antal oöppnade blad tyder på tiden för mötesplats: I samtyckets timma.
- Att vända baksidan av solfjädern mot sin samtalspartner: Jag kommer inte ha möjlighet att komma.
- Att röra med änden av solfjädern mot handflatan, som för att skriva ett brev: Jag låter dig veta genom brev.
- Att vifta iväg sin samtalspartner med stängd solfjäder: Jag gillar dig inte.
- Att styra en öppen solfjäder mot golvet: Jag föraktar dig.
- Att öppna och stänga solfjädern upprepade gånger: Du är oförskämd och fräck.
- Att argt stänga solfjädern och vända den febrilt i handen: Jag är arg på dig.
- Att trycka kinden mot en stängd solfjäder: Jag är sur.
- Att skriva med fingret på utsidan av solfjädern: Låt mig veta genom brev.
- Att titta på en öppen solfjäder och skaka på huvudet från sida till sida: Du vill inte lära känna mig överhuvudtaget.
- Att vända änden av en stängd solfjäder med höger hand och hålla den i vänster: Du blir bedragen.
- Att hålla de båda ändarna av en stängd solfjäder mellan handflatorna: Jag begär ett svar.
- Att peka på en stol med stängd solfjäder: Sitt bredvid mig.
- Att peka på en stol med öppen solfjäder: Nu är det nog. Du tråkar ut mig.
- Att flera gånger peka mot pannan med stängd solfjäder: Är du galen?
- Att trycka kinden mot en öppen solfjäder: Sluta med din motbjudande vänlighet.
- Att trycka en stängd solfjäder mot höger axel: Jag avskyr dig.
- Att upprepade gånger låta den stängda solfjädern falla halvt öppen in i vänster hand: Inte ett ord till.
- Att vifta med den öppna solfjädern mot sig själv: Dansa med mig.
- Att gömma vänster handflata med en öppen solfjäder hållen i höger hand: Håll det en hemlighet.
- Att ge solfjädern till sin samtalspartner?: Jag trivs i ditt sällskap.
- Att placera den öppna solfjädern mot höger kind: Ja.
- Att placera den öppna solfjädern mot vänster kind: Nej.
- Att placera den stängda solfjädern mot höger öra: Jag lyssnar på dig.
- Att hålla den stängda solfjädern mot höger tinning: Sluta vara svartsjuk.
- Att elegant öppna och stänga solfjädern: Dina önskningar kommer att bli uppfyllda.
- Att lägga den stängda solfjädern i vänster hand: Jag förstår dig inte.
- Att elegant hålla ut den öppna solfjädern mot samtalspartnern: Välkommen.
- Att oroligt flytta solfjädern från hand till hand: Jag är mycket orolig.
- Att hålla en öppen solfjäder med höger hand och vända runt den med vänster: Mina föräldrar önskar det inte.
- Att lätt slå med stängd solfjäder mellan fingrarna på vänster hand:  Vi måste avbryta vårt samtal.
- Att trycka en stängd solfjäder med båda händerna mot hjärtat: Bespara mig detta outhärdliga sällskap.
- Att hänga en stängd solfjäder från höger hand: Adjö, hej då.[9]